# Cantone di Castres-2
Il Cantone di Castres-2 è una divisione amministrativa dell'Arrondissement di Castres.
È stato istituito a seguito della riforma dei cantoni del 2014, che è entrata in vigore con le elezioni dipartimentali del 2015.

## Composizione
Comprende parte della città di Castres e i comuni di:
- Burlats
- Montfa
- Roquecourbe
- Saint-Germier
- Saint-Jean-de-Vals
- Saint-Salvy-de-la-Balme